# Ernesto Mordecki
Ernesto Mordecki Pupko (né en 1962) est un mathématicien uruguayen.

## Biographie
Ernesto Mordecki est né le 6 octobre 1962 à Montevideo. Il étudie à l'Institut Alfredo Vásquez Acevedo.
Mordecki est professeur au Centro de Matemática de l'Université de la République d'Uruguay. Il obtient son doctorat en statistiques des processus stochastiques en 1994 à l'Institut de mathématiques Steklov, sous la direction d'Albert Chiriaev. Ses thèmes de recherche incluent l'arrêt optimal des processus stochastiques et les applications en finance. De 2000 à 2013; 2001, Mordecki est directeur du Centro de Matemática (Centre de mathématiques), Faculté des sciences de Montevideo.
Mordecki est l'auteur de plus de 40 articles sur ses intérêts de recherche. En 2001, il majore le nombre des solutions au problème du cavalier à 1,305.1035).
En 2015, il est élu membre de l'Académie des sciences de l'Uruguay.